# Andrena mitakensis
Andrena mitakensis là một loài Hymenoptera trong họ Andrenidae. Loài này được Hirashima mô tả khoa học năm 1963.